# Свети Георги (Любенова махала)
Вижте пояснителната страница за други значения на Свети Георги.
„Свети великомъченик Георги“ е православна църква в село Любенова махала, община Нова Загора, България.

## Предпоставки за построяване
Основното препитание на хората в с. Любенова махала преди построяването на храма са скотовъдството и земеделието. Поради голямата му отдалеченост от тогавашните търговски центрове Казанлък, Стара Загора, Сливен и Одрин, както и поради трудните съобщения, то не можело да изнася на пазара своите произведения, но затова в селото сами идват търговци и агенти за купувачи на едър и дребен добитък, на кожи, вълна, масло, сирене и др. и по този начин се поддържат оживени търговски връзки със самото население. Селото се превръща в малък търговски възел на пътя Стара Загора – Кавакли – Одрин и обратно и това допринася твърде много, както за неговото икономическо благосъстояние, така и за неговото духовно пробуждане. Постепенно се повдига въпроса за религиозността у населението, която е силно развита, и необходимостта за построяването на молитвен дом. От честите срещи и разговори с тези търговци се заражда идеята за построяването на храма „Свети великомъченик Георги“.

## Първи стъпки за построяване
За целта е образуван един вид комитет, който да намери нужните средства, място и начин за неговото построяване. Идеята възпламенява цялото население. Само за няколко месеца са събрани волни помощи в храна, добитък, материали и пари. Мястото за храма е подарено от жителя Минко Станчев, които най-много настоявал за неговото по-скорошно построяване.

## Трудности
Появява се въпросът, дали турското правителство ще разреши построяването на проектирания храм. Под влиянието на гръцката патриаршия и в строго изпълнение на своята обща строителна политика турското правителство допущало построяването на храмове при ограничени условия.
Образувана е специална делегация, която трябвало да издейства нужното разрешение. Тя се състояла от видни дейци и влиятелни хора на селото. Те отиват в Цариград, където със съдействието на архиепископ Иларион влизат най-напред в контакт със сдружението на българските еснафи. Това сдружение приготвяло и доставяло за нуждите на турската армия необходимите материали като дрехи, обуща, седла, хамути, палдъми, тегличи, юзди, кантарми, юлари и др. То се ползвало с голямо влияние пред султана и неговото правителство. Делегацията използвала това обстоятелство. Заедно с някои от първенците на сдружението те били приети на аудиенция от султана и сполучили да спечелят неговото благоволение. Той дал съгласието си за построяването на храма. Скоро се получило и нужното официално разрешение за случая. Построяването на храма се допущало при следните условия: да бъде вкопан 3 метра в земята, да не се издига високо над нея, да няма кубета и да се нарича „попска къща“.

## Изграждане
Въпреки ограниченията постройката е започната през 1832 година на подареното място. Населението взема живо участие: мъже, жени и деца изхвърлят изкопаната пръст с торби, с престилки и кой с каквото може. Всички работят с ентусиазъм, въодушевени от възвишена идея – да видят колкото е възможно по-скоро изграждането на своя православен храм. Някои от по-богатите селяни като Минко Станчев, Йорго Карчанов, Таню Пенчев (дядо на покойния Таню Пенчев) и др., подарявали за строежа пълни кесии с жълтици.
След 5-годишни усилия постройката, ръководена от майстора-архитект Димитър Серги от Трявна, е завършена в 1837 година.
На паметната плоча, запазена до западния вход на храма, личи следният надпис:
| „ | „Подновися този храмъ на святи Великомученика Георгия сасъмукаятлъка на архиепископа Иларионъ и сасъ почетьта на търговци, Папа Димитътъ, Марку, Слафъ, Таню, Петку, Колю и сасъ помощьта на всичките християни, що се намиратъ въ Гюнели Махлеси. Архитектунъ Димитъръ Серги отъ Трябна, 1837 год.“ | “ |

## Трагедията в селото
На 14 юли 1877 г. след лъжливи сведения за наличието на комити и комитет и че селото се готви за бунт е изпратена турска редовна войска (заедно с башибозука – около 2000 души). Селото е обкръжено и атакувано. Изплашените хора се затварят в църквата „Свети великомъченик Георги“. След няколко щурма черкезите влизат в двора на църквата и подлагат всичко на сеч и разграбване. Комисията, изпратена от Цариград да установи последствията, констатира, че само в двора на църквата и в самия храм са избити 1013 души.

## Други
Кога и как е станало освещаването на храма не се знае. Преданието разказва, че при освещаването му били сложени мощите на свети Харалампий.
Първият кръстен в него е Георги Проданов. Първият свещенослужител в него е поп Димитър от същото село.